# Llista d'objectes anomenats per Joseph Liouville
Diversos conceptes de matemàtiques i de física porten el nom del matemàtic francès Joseph Liouville:
- Equació d'Euler–Liouville
- Equació de Liouville
- Equació de Liouville-Bratu-Gelfand
- Espai de Liouville
- Fórmula de Liouville
- Funció de Liouville
- Gravetat de Liouville
- Integrabilitat de Liouville
- Integral de Riemann-Liouville
- Mesura de Liouville
- Métode de Liouville-Green
- Nombre de Liouville
- Operador de Liouville
- Sèrie de Liouville-Neumann
- Sistema dinàmic de Liouville
- Superfície de Liouville
- Teoria de camps de Liouville
- Teoria de Sturm-Liouville

## Teoremes de Liouville
- Teorema de Liouville
- Teorema de Liouville (âlgebra diferencial)
- Teorema de Liouville (anàlisi complexa)
- Teorema de Liouville (aplicacions conformes)
- Teorema de Liouville (aproximació diofantina)
- Teorema de Liouville (funcions harmòniques)
- Teorema de Liouville-Arnold